# Storstad (TV-serie)
Storstad är en dramaserie i såpoperaform som  utspelar sig kring det fiktiva torget Malmtorget i en storstad i Sverige. Totalt producerades tre säsonger uppdelat på 65 avsnitt vilka sändes i Sveriges Television under hösten 1990 samt våren och hösten 1991. Upphovspersonen bakom Storstad var Peter Emanuel Falck, som också fungerade som huvudförfattare. Bland övriga manusförfattare märktes Mikael Håfström, Anders Joost, Eva Barkman, Louise Boije af Gennäs, Jonas Frykberg och Christian Wikander och bland de regissörer som arbetade med serien märktes Daniel Bergman, Harald Hamrell, Karin Falck och Mikael Hylin. Vinjettmusiken skapades av Jon Rekdal.

## Om serien
Serien spelades in i både uppbyggda interiöra TV-studiomiljöer och andra inlånade interiöra miljöer samt i Stockholmsområdet. Inspelningarna skedde under cirka ett års tid medan TV-sändningarna pågick mellan september och december 1990 samt mellan februari och april och september och november 1991. I och med att inspelningarna inte gjordes parallellt med sändningarna kunde handlingen inte riktigt återspegla aktuell årstid.  

### Sändningstider
Till att börja med sändes avsnitten två gånger i veckan om cirka 25 till 30 minuter per avsnitt, men en bit in i den andra säsongen började avsnitten istället att sändas direkt efter varandra. Förändringen gjordes till följd av att tittarsiffrorna inte levt upp till förväntningarna och innebar att två avsnitt i taget fick dela på vinjett och eftertext medan avsnittsregissör och manusförfattare krediterades två gånger.
När den tredje säsongen hade avslutats hösten 1991 ersattes den under vintern och våren 1992 av spinoff-serien Storstadsliv i ungdomsprogrammet Bullen. Den serien följde framförallt flera karaktärer som inte medverkat i huvudserien, bland annat karaktärer i Storstadskaraktären Ulrikas familj. Spinoff-serien fick bara en säsong.

### Nedläggning och publicering i Öppet arkiv
Att Storstad lades ned berodde bland annat på att tittarsiffrorna var låga. I ett intervjusammanhang flera år senare berättade Sveriges Televisions tidigare dramachef Ingrid Dahlberg att i samband med att Sveriges Television hade beslutat sig för nedläggning förbättrades tittarsiffrorna, men då hade processen med det nya dramaprojektet Rederiet hunnit starta och därför fick nedläggningsbeslutet stå fast. Under år 2014 publicerade Sveriges Television Storstad och Storstadsliv i sin arkivtjänst Öppet arkiv, men till följd av en avtalsförändring togs samtliga avsnitt tillfälligt ned mellan 2016 och 2018 innan Storstad kunde återpubliceras, nu direkt i SVT Play.

## Handling
Storstad utspelar sig kring det fiktiva Malmtorget i en storstad i Sverige där ett antal av seriens karaktärer bor och/eller arbetar. Handlingen kretsar i huvudsak kring följande karaktärer:
- Familjen Lundström med det gifta paret Lennart och Anita och deras två barn Camilla och Felix.
- Familjen Zimmermann med den ensamstående pappan Åke, hans mamma Maria och hans son Joachim.
- Familjen Benucci med sonen Sandro i spetsen som har öppnat en italiensk krog vid Malmtorget tillsammans med sin fru Anki. Sandros föräldrar, Gino och Sophia, och hans brorson, Paolo, arbetar också på restaurangen.
- Familjen Sundberg, med det gifta paret Lasse och Monika och deras son Mikael, som arbetar som frukt- och grönsaksförsäljare på Malmtorget.
- Arkitektkollegorna Rolf Jaeger och Anders Strandell som tillsammans driver arkitektkontoret Strandell & Jaeger. På hemmaplan är Rolf gift med Ellen Hofsten-Jaeger och Anders är sambo med Cecilia Brogren.

I serien förekommer också en rad andra huvudroller som inte placeras ut i någon av ovanstående familjer exempelvis ungdomarna Ulrika och Coma (eller Börje som han egentligen heter) samt några vuxna huvudpersoner vilka bland annat arbetar på den högstadieskola där seriens ungdomar pluggar. 

## Säsonger
Så här såg avsnittsfördelningen ut under säsongerna. Datum och innehåll är hämtade från Svensk mediedatabas.
|                        | \| Säsong \| Avsnitt[a] \| Säsongsstart \| Säsongssavslutning \| Sändningsdag(ar) \| \| ---------------------- \| ---------- \| ----------------- \| ------------------ \| ------------------------------------------------------------------------------------------------------ \| \| 1 \| 1–23 \| 27 september 1990 \| 13 december 1990 \| tisdag och torsdag kl. 20.00–20.30[b][c] (hela perioden) \| \| 2 \| 24–43 \| 19 februari 1991 \| 25 april 1991 \| Avsnitt 24–31: tisdag och torsdag kl. 20.30–21.00[b] Avsnitt 32–43[a]: torsdagar kl. 20.00–21.00[b][d] \| \| 3 \| 44–65 \| 12 september 1991 \| 21 november 1991 \| torsdagar kl. 20.00–21.00 (dubbelavsnitt hela perioden)[b] \| \| Storstadsliv (spinoff) \| 1–10 \| 29 januari 1992 \| 8 april 1992 \| onsdagar[e] \| |                   |                    |                                                                                            |
| Säsong                 | Avsnitt | Säsongsstart      | Säsongssavslutning | Sändningsdag(ar)                                                                           |
| 1                      | 1–23 | 27 september 1990 | 13 december 1990   | tisdag och torsdag kl. 20.00–20.30 (hela perioden)                                         |
| 2                      | 24–43 | 19 februari 1991  | 25 april 1991      | Avsnitt 24–31: tisdag och torsdag kl. 20.30–21.00 Avsnitt 32–43: torsdagar kl. 20.00–21.00 |
| 3                      | 44–65 | 12 september 1991 | 21 november 1991   | torsdagar kl. 20.00–21.00 (dubbelavsnitt hela perioden)                                    |
| Storstadsliv (spinoff) | 1–10 | 29 januari 1992   | 8 april 1992       | onsdagar                                                                                   |

1. 1 2  Även om det var dubbelavsnitt i delar av säsong 2 och hela säsong 3 hade varje avsnitt kvar sitt eget avsnittsnummer.
2. 1 2 3 4  Avsnittslängden varierade från avsnitt till avsnitt mellan ca 20 och 35 minuter. Under säsong 2 och 3, då det var dubbelavsnitt, varierade avsnittslängden mellan 45 och 60 minuter.
3. ↑  Premiären skedde på en torsdag, därefter sändes avsnitten tisdagar och torsdagar hela perioden.
4. ↑  Från det nionde avsnittet i andra säsongen sändes dubbelavsnitt resten av den säsongen samt i den tredje säsongen.
5. ↑  Spinoff-serien sändes som en del av SVT-programmet Bullen under vintern och våren 1992.

## Medverkande[9][10]

### Huvudroller
Nedan presenteras seriens huvudroller som medverkade i alla tre säsonger, även om ingen förekom i samtliga avsnitt. 
| Skådespelare              | Roll                   | Avsnitt | Medverkan i antal avsnitt (fördelat per säsong) | Medverkan i antal avsnitt (fördelat per säsong) | Medverkan i antal avsnitt (fördelat per säsong) | Medverkan i antal avsnitt (fördelat per säsong) |
| Skådespelare              | Roll                   | Avsnitt | Säsong 1                                        | Säsong 2                                        | Säsong 3                                        | Total- medverkan                                |
| ------------------------- | ---------------------- | ------- | ----------------------------------------------- | ----------------------------------------------- | ----------------------------------------------- | ----------------------------------------------- |
| Tomas Laustiola           | Lennart Lundström      | 1–65    | 14                                              | 14                                              | 13                                              | 41                                              |
| Anki Lidén                | Anita Lundström        | 1–65    | 12                                              | 11                                              | 14                                              | 37                                              |
| Lina Englund              | Camilla Lundström      | 1–65    | 20                                              | 15                                              | 15                                              | 50                                              |
| Joel Kinnaman             | Felix Lundström        | 1–65    | 13                                              | 7                                               | 11                                              | 31                                              |
| Mats Bergman              | Åke Zimmermann         | 1–65    | 14                                              | 14                                              | 14                                              | 42                                              |
| Birgitta Valberg          | Maria Zimmermann       | 2–65    | 11                                              | 12                                              | 13                                              | 36                                              |
| Eric Ericson              | Joachim Zimmermann     | 1–65    | 17                                              | 11                                              | 18                                              | 46                                              |
| Antonio Di Ponziano       | Sandro Benucci         | 1–65    | 19                                              | 10                                              | 13                                              | 42                                              |
| Siw Erixon                | Anki Benucci           | 1–65    | 17                                              | 11                                              | 11                                              | 39                                              |
| Renata Centenari-Åhlander | Sophia Benucci         | 1–54    | 14                                              | 11                                              | 7                                               | 32                                              |
| Franco Mariano            | Gino Benucci           | 1–65    | 11                                              | 11                                              | 13                                              | 35                                              |
| Pontus Tulonen            | Paolo Benucci          | 1–65    | 17                                              | 9                                               | 13                                              | 39                                              |
| Roland Jansson            | Torsten Eriksson       | 10–65   | 5                                               | 7                                               | 14                                              | 26                                              |
| Berith Bohm-Eriksson      | Elsa Eriksson          | 10–63   | 5                                               | 7                                               | 8                                               | 20                                              |
| Helena Kallenbäck         | Maud Blomberg          | 4–65    | 8                                               | 8                                               | 8                                               | 24                                              |
| Aja Rodas                 | Eva Wahlman            | 3–64    | 14                                              | 11                                              | 11                                              | 36                                              |
| Roger Kihlblom            | Börje "Coma" Stenström | 1–65    | 19                                              | 7                                               | 9                                               | 35                                              |
| Maria Krantz              | Ulrika Skoog           | 1–65    | 23                                              | 9                                               | 17                                              | 49                                              |
| Kent Andersson            | Lasse Sundberg         | 10–65   | 6                                               | 6                                               | 16                                              | 28                                              |
| Barbro Oborg              | Monika Sundberg        | 10–65   | 5                                               | 4                                               | 14                                              | 23                                              |
| Fredrik Ultvedt           | Mikael Sundberg        | 10–65   | 7                                               | 8                                               | 17                                              | 32                                              |
| Stefan Larsson            | Anders Strandell       | 1–53    | 18                                              | 10                                              | 6                                               | 34                                              |
| Lia Boysen                | Cecilia Brogren        | 1–62    | 14                                              | 8                                               | 8                                               | 30                                              |
| Magnus Skogsberg          | Rolf Jaeger            | 1–62    | 17                                              | 10                                              | 9                                               | 36                                              |
| Annika Wallin Öberg       | Ellen Hofsten-Jaeger   | 1–62    | 13                                              | 10                                              | 9                                               | 32                                              |
| Katarina Huldt            | Kicki Ahlbom           | 1–62    | 10                                              | 4                                               | 7                                               | 21                                              |

### Gästroller (urval)
Serien hade under sina tre säsonger många gästroller. Nedan listas några som återkom vid minst ett tillfälle och/eller som hade en viktig del i handlingen.
| Skådespelare       | Roll                      | Säsong | Medverkade i avsnitt              |
| ------------------ | ------------------------- | ------ | --------------------------------- |
| Göran Gillinger    | Frasse                    | 1–3    | 22, 24–26, 28, 43, 45, 47, 57, 65 |
| Niklas Agaton      | Nisse                     | 1–3    | 19, 35, 45, 47                    |
| Lars Göran Carlson | Kroggäst                  | 1      | 2, 3                              |
| Sten Wahlund       | Poliskommissarie Borglund | 1      | 13, 23                            |
| Stefan Rylander    | Jörgen Stening            | 1–2    | 3, 5, 7, 15, 16, 22, 39–41        |
| Nils Eklund        | Stephan van der Laach     | 2      | 25, 26, 32, 34, 36, 37            |
| Li Sennis          | Helle                     | 2      | 25, 26, 28                        |
| Per-Arne Wahlgren  | Doktor Fridman            | 2      | 29, 37, 42                        |
| Hans V. Engström   | Carlsson                  | 2      | 40, 41                            |
| Tora Heckscher     | Sussi                     | 2–3    | 25, 26, 28, 43, 45, 47, 57, 65    |
| Jon Holmberg       | Danne                     | 2–3    | 25, 26, 28, 43, 45, 57, 65        |
| Kalle Hult         | Christopher               | 2–3    | 25, 26, 28, 43, 45, 57, 65        |
| Gösta Bredefeldt   | Buster Jaeger             | 2–3    | 36–38, 48, 50, 51, 53, 62         |
| Per Ullberg        | Marcus                    | 2–3    | 43, 45, 47                        |
| Maria Johansson    | Skolsköterskan            | 2–3    | 28, 45                            |
| Iwa Boman          | Personaldirektören        | 2–3    | 37, 58                            |
| Torsten Wahlund    | Rune Lindgren             | 2–3    | 42, 46                            |
| Per Holmberg       | Polisman                  | 2–3    | 43, 54                            |
| Anna Lindholm      | Claudia Benucci           | 3      | 48, 49, 51, 53, 54                |
| Bia Franzén        | Tina Knutsson             | 3      | 54–56, 58, 59, 64, 65             |
| Inger Holmström    | Anna Zimmermann           | 3      | 60–65                             |
| Jan Mybrand        | Björn Tidigs              | 3      | 49, 51                            |
| Margreth Weivers   | Damen                     | 3      | 50, 58                            |
| Pia Green          | Rut Lindgren              | 3      | 54, 56                            |
| Mikael Persbrandt  | Janne                     | 3      | 63, 64                            |
| Olof Thunberg      | Fabian Borg               | 3      | 46, 47                            |
| Ulrika Kolmodin    | Cattis                    | 3      | 60, 61                            |
| Anders Melander    | Roberto Rinaldi           | 3      | 52, 53                            |